# Liver bird

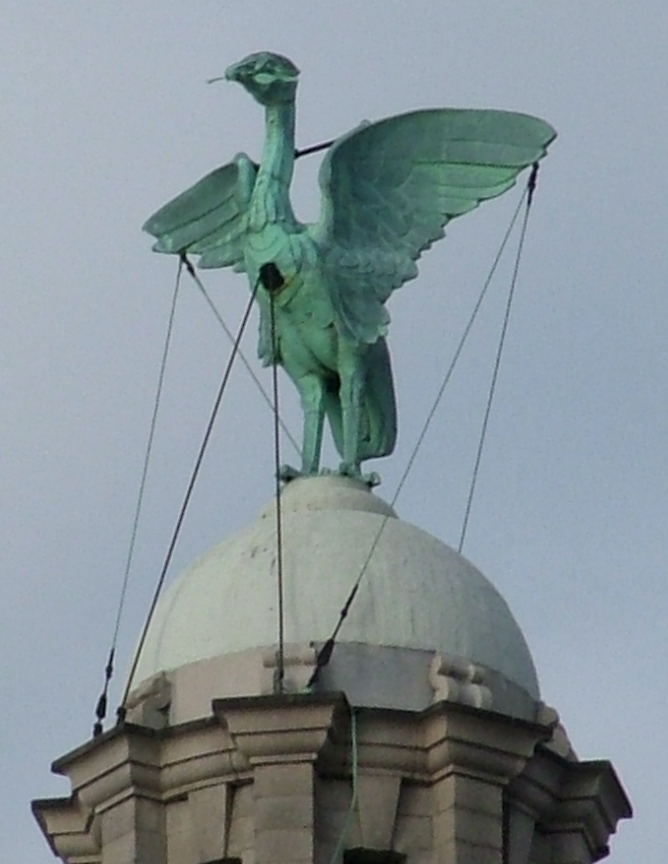
Le Liver bird sur une des tours du Royal Liver Building.

Le Liver bird est le symbole de la ville de Liverpool. Le Liver bird est un oiseau mythique, mi-cormoran et mi-aigle. Il tient un brin de genêt dans le bec en hommage aux Plantagenêts. On le trouve au sommet des deux tours du Royal Liver Building, sur les bords de la Mersey, sur les quais de Liverpool.
La légende dit que les deux Liver birds sont un couple dont le mâle contemple la mer d'Irlande pour veiller sur les marins tandis que la femelle veille sur les femmes et enfants restés dans la ville. Selon une autre légende populaire, la femelle fait face à la mer (pour regarder les marins rentrer en toute sécurité à la maison), alors que le mâle regarde vers la ville (s'assurant que les pubs sont ouverts). Un jour, ce couple d'oiseaux décidera de s'envoler ensemble et ce jour marquera la fin de la ville de Liverpool.
On le retrouve sur l'écusson du Liverpool FC ou surmontant le cimier des armoiries du liverpuldien de naissance Paul McCartney,, ainsi que partout dans la ville. 